# Avéron-Bergelle
Avéron-Bergelle é uma comuna francesa na região administrativa de Occitânia, no departamento de Gers. Estende-se por uma área de 14,7 km². Em 2010 a comuna tinha 160 habitantes (densidade: 10,9 hab./km²).